# 혁명적공산주의자동맹 재건협의회
혁명적공산주의자동맹 재건협의회(革命的共産主義者同盟再建協議会, 약칭 : 혁공동 재건협의회)는 혁공동 계열의 일본의 신좌파 당파 중 하나이다.
2007년에 혁명적공산주의자동맹 전국위원회 (중앙파, 전진파, 야스다파)에서 분열되어 결성되었다. 타칭은 핵심파(간사이파, 시오카와파)등. "반제국주의 반스탈린주의 및 세계혁명"을 내걸었다. 지도자는 시오카와이며, 공개적 거점은 전진사 간사이지사이다. 기관지는 '미래', '전망'(계간)이다. 경찰백서는 "극좌 폭력 집단", 언론은 "극단주의자"라고 부르고 있다.

## 개요
2006년 3월, 혁명적공산주의자동맹 전국위원회 (이하 핵심파) 내부에서 간사이 지방위원회 의장에 의한 10년 이상의 부패 의혹이 불거진 문제점과 대응을 비판하고 이른바 "간사이파, 시오카와파" (이하 간사이파)가 형성되었다. 2007년에 간사이파는 "핵심파의 당 중앙인 중앙파, 전진파, 야스다파 (이하 중앙파)는 부패했고 변질했으며 현대 제국주의와 신자유주의 공격에 굴복했다"며 혁명적공산주의자동맹 재건협의회 (이하 혁공동 재건협의회)를 결성했다.
2007년 혁공동 재건협의회 강령 초안은 "반제국주의 반스탈린주의를 복권하자"로서 현재의 일본을 "일제", 제국주의의 새로운 공격을 "신자유주의 공격", 일본 공산당을 "스탈린주의", 혁마르파를 "반혁명 가쿠마루"라고 비판한다는 점에서 중앙파와 공통점이 있지만, 4인터에 대한 우치게바 공격은 실수였다고 하는 등 중앙파를 야스다파라고 비판하고 있다.
대립하는 중앙파는 간사이파를 시오카와일파라고 하며, 전향 간첩단으로 비판하고 있다.
공개적 사무소는 오사카부 오사카시 요도가와구 히가시 미쿠니 6쵸메 23-16. 이곳은 한 때 중앙파(전진사) 간사이 지사 사무실이었다.